# Бараттин, Сара
Сара Бараттин (итал. Sara Barattin, родилась 11 сентября 1986 года в Тревизо) — итальянская регбистка, выступающая на позиции скрам-хава, капитан итальянского клуба «Виллорба» и женской сборной Италии в 2016—2018 годах. Рекордсменка сборной Италии по числу игр (89 матчей по состоянию на 18 марта 2019 года).

## Биография

### Вне регби
Уроженка Тревизо. До прихода в регби занималась лёгкой атлетикой и гимнастикой. Окончила Падуанский университет, отделение спортивных наук, работает инструктором по гимнастике.

### Регбийная карьера
Регби начала заниматься в средней школе, в 2005 году попала в состав команды «Ред Пантерз Тревизо», женской команды регбийного клуба «Бенеттон». В 2004 году она дебютировала в сборной по регби-7 среди девушек не старше 20 лет, а в 2005 году сыграла за сборную на победном для неё чемпионате Европы в Германии в матче против хозяек. В 2006 году взяла второй титул чемпионки Европы, сыграв в решающей встрече против Нидерландов.
За пять выступлений в составе клуба из Тревизо Барратин стала трижды чемпионкой Италии, а затем перешла в «Казале», став капитаном клуба. В 2013 году была капитаном сборной Италии по регби-7 на универсиаде в Казани, став серебряным призёром (в финале итальянки уступили хозяйкам со счётом 10:30). В том же году на втором этапе чемпионата Европы по регби-7 стала лучшим бомбардиром по попыткам (8 попыток). В 2014 году стала лучшим скрам-хавом на Кубке шести наций и не уступала этот приз никому на протяжении четырёх турниров подряд.
В сезоне 2015/2016 клуб «Казале» вошёл в состав команды «Виллорба», а Бараттин осталась капитаном клуба, приняв капитанские обязанности и в сборной после ухода Сильвии Гаудино, ждавшей ребёнка. На чемпионате мира 2017 года в Ирландии Бараттин была капитаном команды, занявшей 9-е место в общем зачёте. К Кубку шести наций 2018 Сара занимала 3-е место по числу игр за сборную Италии (81), уступая Микеле Тондинелли (87 матчей) и Веронике Скьявон (82), но по ходу турнира обогнала Веронику.
На Кубке шести наций 2019 Бараттин побила рекорд Микелы Тондинелли по числу матчей за сборную (87 игр) и довела это достижение до 89.